# Cheirogaleus crossleyi
Cheirogaleus crossleyi (лат.) — вид млекопитающих животных из инфраотряда лемурообразных отряда приматов.

## Описание
Шерсть на спине красно-коричневая, на брюхе и груди серая. Вокруг глаз чёрные кольца, уши также чёрные. Зубная формула 2.1.3.32.1.3.3.

## Распространение
Эндемик Мадагаскара. Ареал изучен недостаточно хорошо, поскольку ранее считался подвидом Cheirogaleus major, вследствие чего ареал не изучался отдельно. Считается, что представители вида обитают дальше от побережья, чем представители Cheirogaleus major, при этом встречаются только в восточной и северо-восточной части острова. Это один из трёх видов рода Cheirogaleus, встречающихся к западу от Толаньяру, наряду с Cheirogaleus major и Cheirogaleus medius.

## Поведение
Ночные древесные животные. Населяет влажные леса в восточной части Мадагаскара.

## Статус популяции
Международный союз охраны природы присвоил этому виду охранный статус «Недостаточно данных», поскольку нет точной информации о его распространении и численности популяции, однако не исключено, что в будущем виду будет присвоен статус «Близок к уязвимому».